# Аньер-сюр-Уаз
Аньер-сюр-Уаз (фр. Asnières-sur-Oise) — муниципалитет во Франции, в регионе Иль-де-Франс, департамент Валь-д'Уаз. Население — 2498 человек (1999).
Муниципалитет расположен на расстоянии около 31 км севернее Парижа, 24 км северо-восточнее Сержи.

## Демография
Динамика населения (Cassini и INSEE):